# Hymenogaster muticus
Hymenogaster muticus är en svampart som beskrevs av Berk. & Broome 1848. Enligt Catalogue of Life ingår Hymenogaster muticus i släktet Hymenogaster,  och familjen Strophariaceae, men enligt Dyntaxa är tillhörigheten istället släktet Hymenogaster,  och familjen buktryfflar. Arten är reproducerande i Sverige. Inga underarter finns listade i Catalogue of Life.